# Крістіан Немет
Крістіан Немет (угор. Németh Krisztián, нар. 5 січня 1989, Дьйор) — угорський футболіст, нападник катарського клубу «Аль-Гарафа» і національної збірної Угорщини.

## Клубна кар'єра
У дорослому футболі дебютував 2005 року у віці 16 років виступами за команду клубу МТК (Будапешт), в якій провів два сезони, взявши участь у 37 матчах чемпіонату.  У складі МТК був одним з головних бомбардирів команди, маючи середню результативність на рівні 0,38 голу за гру першості.
Перспективного нападника помітили скаути англійського «Ліверпуля», до складу якого він приєднався 2007 року. Грав за молодіжну команду «червоних», 2009 року також провів одну гру за  «Блекпул», де грав на правах оренди. Того ж року був відданий в оренду до нпецького клубу АЕК, після чого, у 2010 році, уклав контракт з пірейським «Олімпіакосом». Проте ані у пірейській команді, ані у волоському «Олімпіакосі», де провів в оренді частину 2011 року, не зміг стати гравцем основного складу. Протягом 2011–2012 років встиг пограти на батьківщині за МТК (Будапешт) та в Нідерландах за «Валвейк».
Стабільним гравцем основного складу зумів стати лише в іншій нідерландській команді, «Роді», за яку грав з 2012 по 2014 рік.  Більшість часу, проведеного у складі «Роди», був основним гравцем атакувальної ланки команди. Попри це влітку 2014 року контракт угорця подовжено не було і він отримав статус вільного агента.
Після декількох місяців без клубу у грудні 2014 уклав контракт з командою MLS «Спортінг» (Канзас-Сіті).
У січні 2016 року новим клубом Немета став катарський «Аль-Гарафа».

## Виступи за збірні
2005 року дебютував у складі юнацької збірної Угорщини, взяв участь у 25іграх на юнацькому рівні, відзначившись 24 забитими голами.
Протягом 2009–2010 років залучався до складу молодіжної збірної Угорщини. На молодіжному рівні зіграв в 11 офіційних матчах, забив 6 голів.
2010 року дебютував в офіційних матчах у складі національної збірної Угорщини.

## Титули і досягнення

### Командні
- Переможець Кубка Меридіан: 2007
- Чемпіон Греції (1):

«Олімпіакос»:  2010–11